# Laserkraft 3D
Laserkraft 3D er en House/Dance-gruppe fra Tyskland.